# Tsuana
Tsuana és el nom d'una ètnia del sud d'Àfrica també coneguda com a tswana. També són anomenats batsuana en plural.
L'origen de la paraula tswana és desconegut. S'aplica a tots els grups que encara que separats geogràficament, comparteixen l'ús del llenguatge setswana i alguns costums. Cap d'aquests grups originalment es va anomenar a si mateix per aquest nom. Com és comú en molts casos a l'Àfrica, el nom usat per denominar a un grup ve pel nom que els va ser donat per uns altres.
Els batsuana descendeixen de grups que van emigrar a la regió central del sud d'Àfrica des de l'est del continent en el segle xiv.
En el segle xix era comú entre els europeus dir "bechuana" en lloc de "batsuana". Per aquesta raó cridaven a la zona on vivien els batsuana pel nom de Bechuanaland. No obstant això, en la llengua setsuana el nom correcte és Botswana.
És llavors pel nom del poble tsuana que l'antic protectorat britànic de Bechuanaland, es diu en l'actualitat Botswana; país on la majoria dels seus habitants pertanyen a aquesta ètnia.
En l'actualitat hi ha 59 grups diferents que accepten ser anomenats tsuana.
El major nombre de batsuana es troba a Sud-àfrica, on constitueixen un dels majors grups nadius i el seu idioma, el setsuana, és una de les 11 llengües oficials del país. Durant el període de les polítiques de "desenvolupament separat" de l'apartheid, als batsuana de Sud-àfrica se'ls va retirar la seva ciutadania sud-africana, i van ser forçats a mudar-se al bantustan especialment destinat per a ells: Bophuthatswana.
A Namíbia i Zimbàbue hi ha diversos grups de batsuana, però el seu nombre és relativament baix.